# Леонард Жицький
Леонард Жицький (при народженні Леонард Жицький-Малаховський, пол. Leonard Życki-Małachowski, 7 листопада 1898, Руже — 6 серпня 1978, Варшава) — польський письменник-фантаст, журналіст, мандрівник та військовий діяч, учасник Сілезьких повстань.

## Біографія
Леонард Жицький-Малаховський народився неподалік Плоцька. З 1915 року він бере участь у боротьбі за незалежність Польщі, стає активним членом Польської військової організації Верхньої Сілезії. Жицький брав участь у ІІІ Сілезькому повстанні, за що відзначений Хрестом Незалежності з мечами. Пізніше він описав у своїх спогадах історію Сілезьких повстань.
Після завершення боїв за незалежність Польщі Леонард Жицький навчався на філологічному факультеті Познанського університету, пізніше працював шкільним учителем. З 1925 року він розпочинає журналістську і літературну діяльність, переважно співпрацює з молодіжною пресою, зокрема із журналом «Płomyk». Жицький також багато подорожував, що відобразилось зокрема в його романі для молоді «Буря над Африкою» (пол. Burza nad Afryką), який вийшов друком у 1935 році. У період перед Другою світовою війною Жицький також видав свої найвідоміші науково-фантастичні твори — «Таємниця Гоґґару» (пол. Tajemnica Hoggaru) і «Підкорювачі простору» (пол. Zdobywcy przestworzy). У післявоєнний час письменник також видав кілька збірок репортажів подорожей у різні частини світу (зокрема «Малайя бореться за свободу» (пол. Malaje walczą o wolność), «Від глиняної таблички до Юркового зошита» (пол. Od glinianej tabliczki do zeszytu Jurka)), а також пригодницьких романів для дітей і молоді: «Заповіт чарівника» (пол. Testament czarnoksiężnika), «Казки матінки Сірабілі» (пол. Bajki matki Sirabili), «Чому коза Лінг-Тонг скакала» (пол. Dlaczego koza Lin-Tong skakała), «Переможець піратів» (пол. Pogromca Piratów). Помер Леонард Жицький 6 серпня 1978 року у Варшаві.

## Твори

### Фантастика
- У підземній державі (пол. W państwie podziemnym, 1936)
- Таємниця Гоґґару (пол. Tajemnica Hoggaru, 1937)
- Підкорювачі простору (пол. Zdobywcy przestworzy, 1938)

### Інші твори
- Буря над Африкою (пол. Burza nad Afryką, 1935)
- Володар Ґренландії (пол. Władca Grenlandii, 1935)
- Заповіт чарівника (пол. Testament czarnoksiężnika, 1948)
- Чому коза Лінг-Тонг скакала (пол. Dlaczego koza Lin-Tong skakała, 1967)
- Переможець піратів (пол. Pogromca Piratów, 1970)